# Sofiane Oudina
Sofiane Oudina – algierski zapaśnik walczący w obu stylach. Triumfator igrzysk afrykańskich w 1999. Srebrny medalista igrzysk panarabskich w 1997. Zdobył sześć medali na mistrzostwach Afryki w latach 1994 – 2001. Siódmy na igrzyskach śródziemnomorskich w 1997 roku.